# Aviapartner
Aviapartner è una società belga che fornisce servizi di handling in 32 aeroporti europei.
È nata nel 1949 a Bruxelles (Belgio), sotto il nome Belgavia, cambiando nome nel 1999 in Aviapartner.

## Aeroporti serviti
La Aviapartner serve in totale 32 aeroporti in 6 stati.

### Belgio
- Anversa (ANR)
- Bruxelles (BRU)
- Liegi (LGG)
- Ostenda (OST)

### Francia
- Mulhouse (MLH)
- Bordeaux (BOD)
- La Rochelle (LRH)
- Lilla (LIL)
- Lione (LYS)
- Marsiglia (MRS)
- Nantes (NTE)
- Saint Nazaire (NTE)
- Nizza (NCE)
- Parigi (CDG)
- Strasburgo (SXB)
- Tolosa (TLS)

### Germania
- Colonia (CGN)
- Düsseldorf (DUS)
- Francoforte sul Meno (FRA)
- Hahn (HHN)
- Hannover (HAJ)
- Monaco di Baviera (MUC)

### Italia
- Catania (CTA)
- Crotone (CRV)
- Milano (LIN)
- Milano (MXP)
- Palermo (PMO)
- Roma (FCO)
- Roma (CIA)
- Torino (TRN)
- Venezia (VCE)
- Bologna (BLQ)
- Lamezia Terme (SUF)
- Reggio Calabria (REG)

### Paesi Bassi
- Amsterdam (AMS)
- Rotterdam (RTM)

### Svizzera
- Zurigo (ZRH)